# ルイジ・ローランド

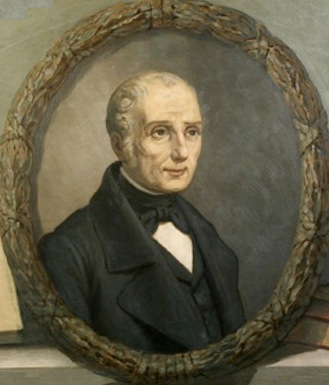
ルイジ・ローランド

ルイジ・ローランド（Luigi Rolando、1773年6月16日 - 1831年4月20日）はイタリアの解剖学者、生理学者。1773年にトリノで生まれた。トリノ大学の教授として脳の解剖学的の研究を行い、脳機能の局在を予測した。

## 略歴
ローランドは1773年、イタリア北西部サルデーニャ王国の都市トリノで生まれた。若くして父を亡くし、牧師である おじ のアントニオ・マフェイ（Antonio Maffei）に育てられた。地元の大学で最初哲学を学び、次に医学を学んだ。この時ローランドは特に解剖学と動物学に興味を覚えた。1793年に大学を卒業する。1802年、肺の比較解剖の研究で学位を取った。
フランス革命戦争の勃発にともない1799年、サルデーニャ国王ヴィットーリオ・エマヌエーレ1世がサルデーニャ島へ退避する。退避した先でローランドをサッサリ大学（Università di Sassari）の臨床医学の教授として呼び寄せる。しかしローランドはリヴォルノで発生した黄熱病の流行のため、3年間フィレンツェで足止めを喰う。
1807年、ローランドはサルデーニャ島へ移り、1814年まで暮らす。1815年、ナポレオン戦争が終わり、ローランドはトリノに帰り解剖学の教授となる。女王の医者もつとめる。1829年12月、トリノの美術学院（Accademia di Belle Arti in Torino） の解剖学教授となる。
1831年4月、死去。死因は幽門（胃の出口）の癌であった。

## 研究
ローランド膠様質（脊髄の後角にある構造）とローランド溝（大脳の脳溝）は彼にちなんで名付けられた。

## 著作
- Sulle cause da cui dipende la vita negli esseri organizzati (1801).
- Saggio sopra la struttura del cervello dell'uomo e degli animali e sopra le funzioni del sistema nervoso (1809)
- Manuale di anatomia fisiologica (1809).
- Ricerche anatomiche sulla struttura della midolla spinale (1824).
- Description d'un animal nouveau qui appartienent à la classe des Echinodermes (1822), ボネリムシの発見が記載されている
- Osservazioni sul cervelletto (1825).
- Della struttura degli emisferi cerebrali (1830).